# Schuby
Schuby (in danese Skovby) è un comune di 2.551 abitanti dello Schleswig-Holstein, in Germania.
Appartiene al circondario (Kreis) di Schleswig-Flensburgo (targa SL) ed è parte della comunità amministrativa (Amt) di Arensharde.